# Metropolia Palermo
Metropolia Palermo – metropolia Kościoła łacińskiego na Sycylii we Włoszech. Powstała w XI wieku, obecnie w jej skład wchodzi archidiecezja metropolitalna, jedna archidiecezja tytularna i trzy diecezje. Od 2015 godność metropolity sprawuje Corrado Lorefice. 

## Diecezje

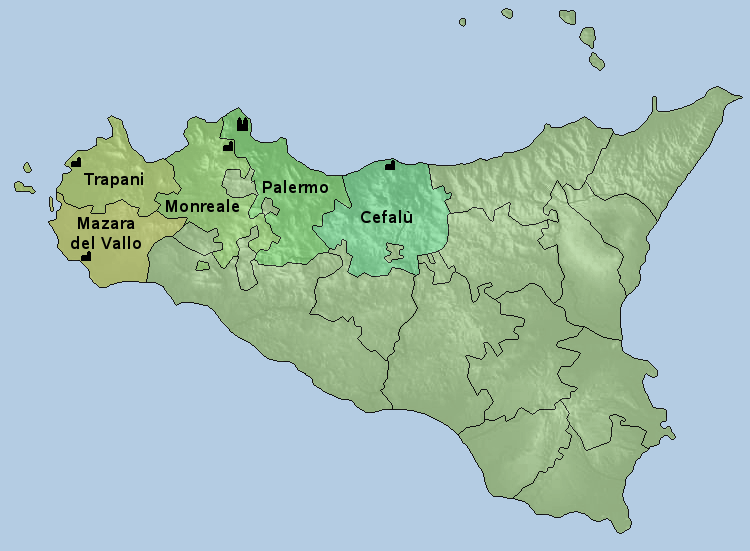
Diecezje metropolii na mapie administracyjnej Kościoła na Sycyli

- Archidiecezja Palermo
- Archidiecezja Monreale
- Diecezja Cefalù
- Diecezja Mazara del Vallo
- Diecezja Trapani